# Организация Анти-Солидарность
Организация Анти-Солидарность (пол. Organizacja Anty-Solidarność, OAS) — специальная группа Службы безопасности МВД ПНР, осуществлявшая внеправовое насилие против польского оппозиционного подполья. Действовала в середине 1980-х годов.

## Террор «неизвестных лиц»
Партийно-карательные структуры типа «эскадронов смерти» были созданы польскими коммунистами ещё до официального провозглашения ПНР. Уже в 1944—1947 ими было совершено около двухсот тайных политических убийств. Жертвами которых становились члены оппозиционных партий и бойцы Армии Крайовой. Впоследствии функция силового подавления оппозиции перешла к государственным структурам — милиции, госбезопасности (МОБ, КОБ, СБ), ЗОМО. Однако понятие «неизвестные преступники» — nieznani sprawcy прочно вошло в обиход как обозначение иллегальных коммунистических силовиков.
«Неизвестные» из СБ действовали в тех случаях, когда меры официального государственного воздействия считались неудобными (нежелательный резонанс) или недостаточными (невозможность применить жёсткие меры в рамках действовавшего законодательства). Такие акции практиковались даже в относительно «либеральное» правление Эдварда Герека. Так, «неизвестные лица» подозревались в убийстве студента Ягеллонского университета Станислава Пыяса, активиста студенческой поддержки забастовочного движения рабочих Варшавы и Радома.
Неформальный партийно-государственный террор резко активизировался с середины 1980-х, когда стало ясно, что военный режим генерала Ярузельского не в состоянии искоренить Солидарность. В системе СБ МВД были созданы спецгруппы для расправ с профсоюзными, католическими и молодёжными активистами. Особенную активность проявляла команда капитана Пиотровского. Однако Группа «D» IV департамента МВД ПНР, специализировавшаяся на расправах с католической оппозицией, была далеко не единственной. Наиболее известны похищение и убийство капеллана «Солидарности» Ежи Попелушко (октябрь 1984), избиение насмерть капеллана КНП Сильвестра Зыха (июль 1989), убийства крестьянского лидера Петра Бартоще (февраль 1984), школьника Эмиля Барчаньского (июнь 1982). Совершались также похищения и избиения оппозиционеров, поджоги и уничтожение имущества.

## «Анти-Солидарность» — структура, идеология, акции
Пик террористической активности пришёлся на 1984 год. В карательных органах ПНР вызревало недовольство недостаточно жёсткой политикой руководства ПОРП. Эти настроения были использованы сталинистским «партийным бетоном» во главе с генералом Милевским (участником коммунистических «эскадронов смерти» 1940-х) для интенсификации террора. В начале 1984 в Торуни была создана «Организация „Анти-Солидарность“» (OAS). В её задачи входили не только физические атаки, но и оперативные мероприятия разведывательного, провокационного и дезорганизаторского характера.
Инициаторами OAS выступили офицеры СБ — майор Генрик Миш и капитан Роман Зеленкевич. В группировку входили от пятнадцати до двадцати человек (в том числе одна женщина). Формально OAS не была связана с партийно-государственным аппаратом и даже руководством МВД, но все её члены служили в СБ. При этом они были сильно мотивированы идеологически. Коммунистическая ортодоксальность в их мировоззрении переплеталась с «чекистским» культом порядка, шовинизмом и даже религиозными образами:

Неумелая команда Ярузельского не в состоянии бороться. Но мы ответим на вызов Апокалипсиса. Мы ударим там, где зверь не ждёт.

«Коммюнике N 1» Организации Анти-Солидарность

Девизом OAS являлась цитата из Откровения Иоанна Богослова: «И поклонились зверю, говоря: кто подобен зверю сему? и кто может сразиться с ним?»
Крупнейшей акцией OAS была серия похищений в Торуни в феврале-марте 1984. Несколько активистов местной подпольной «Солидарности» были похищены и подвергнуты пыткам. Один из них, ныне видный деятель партии Гражданская платформа Антони Межидло, по опыту общения с похитителями называл их «психопатами тайной полиции».
Торуньские похищения приобрели огласку и вызвали возмущение общества. 19 октября 1984 года группой Пиотровского был убит Ежи Попелушко, и причастность властей к этому преступлению не удалось скрыть. Назревала мощная волна яростных протестов. Ярузельский и министр внутренних дел генерал Кищак воспользовались этим для устранения Мирослава Милевского, партийного куратора силовых структур. Была также снижена активность криминальных спецгрупп, на первый план карательной политики вышли официальные структуры милиции и ЗОМО. В этом контексте деятельность OAS вскоре сошла на нет. Однако периодические тайные убийства продолжались до середины 1989 года.

## Торуньский процесс 1991
В декабре 1991 года воеводский суд Торуни рассмотрел дело о похищениях 1984 года. Генрик Миш был приговорён к 5 годам заключения. 5 лет получил также поручик Марек Кучковский, от 3 до 5 лет — капитан Богдан Богалецкий, поручики Збигнев Макульский, Веслав Мирос, Роман Ярзыньский.
Однако большинство участников криминально-карательных спецопераций избежали уголовного преследования. В ряде случаев действует срок давности, в иных ситуациях срабатывает эффект договорённостей Магдаленки и круглого стола, обеспечивающих негласный иммунитет бывшим функционерам ПОРП и госаппарата ПНР.

## Интересные факты
После увольнения из МВД и вплоть до ареста Марек Кучковский занимался коммерческим заготовлением грибов. Збигнев Макульский работал в магазине игрушек.
Поручик СБ Кучеровская, активно участвовавшая в деятельности OAS (похищала Софию Ястржебскую, жену Антони Мезидло), носит имя Мария Магдалина.